# WIXOSS DIVA(A)LIVE
『WIXOSS DIVA(A)LIVE』（ウィクロス ディーヴァ アライブ）は、2021年1月9日（8日深夜）から3月27日（26日深夜）にかけて TOKYO MXほかにて放送されたJ.C.STAFF制作による日本のテレビアニメ。
タカラトミーが発売するトレーディングカードゲーム『WIXOSS』をベースとするオリジナルアニメであり、『WIXOSS』シリーズとしては約3年ぶりかつ通算5作目のアニメ作品となる。『selector』シリーズ（第1作『selector infected WIXOSS』および第2作『selector spread WIXOSS』）や『Lostorage』シリーズ（第3作『Lostorage incited WIXOSS』および第4作『Lostorage conflated WIXOSS』）から世界観は一新されており、新たなキャラクターたちによるチームバトルをメインとした物語が描かれる。

## プロモーション
2020年3月27日に『WIXOSS』の新作アニメーション製作および一部スタッフが告知され、同年9月22日に生配信された「WIXOSS Presentation」内にて具体的な設定ならびに主要スタッフ、放送時期などが発表された。
原作となる『WIXOSS』では、本作品の展開に合わせて、劇中で初めて描かれる新フォーマット「ディーヴァセレクション」（ルリグ3体によるチーム戦形式）を採用したカードが発売される。また放送終了後の2021年3月31日には、本作品を原作とするスマートフォン向けゲームアプリ『WIXOSSLAND -W.I.S.H. in-』がリリースされた。

## あらすじ
カードゲーム『WIXOSS』が世界的に流行し、バーチャル空間「WIXOSSLAND」でプレイヤーがルリグとしてバトルを行えるようになった世界。「WIXOSSLAND」では3人チームでバトルを行い、セレクターと呼ばれるファンの数を競う「ディーヴァバトル」が人気を博していた。圧倒的なバトル、歌、パフォーマンスを誇った「夢限少女」というディーヴァに憧れる高校一年生の明日平和は、自らもトップディーヴァになるという夢を叶えるために、自身のチーム「No Limit」を結成してディーヴァバトルに挑戦する。

## 登場人物
ディーヴァの登場人物は、現実世界の名前 / ルリグとしての名前の順に表記する。

### No Limit
同じ学校のクラスメートで構成されたアイドル系のディーヴァ。
明日 平和（） / ヒラナ
声 - 福積沙耶
本作品の主人公で、No Limitのリーダー。幼いころから夢限少女に憧れを抱き、トップディーヴァとなるべくディーヴァバトルに臨む。常に前向きかつ楽天的な性格で、「諦めなければ限界はない」というモットーの持ち主。
魁 令（） / レイ
声 - 白石晴香
No Limitのメンバー。WIXOSSLANDでは冷静沈着な実力者ながら勝利優先でチームを潰し続けることから「アブソリュート・レイ」の名で通ったディーヴァ。才女だが、内に熱い思いを秘めている。
温故 昭乃（） / アキノ
声 - 星ノ谷しずく
No Limitのメンバーで、ヒラナの強引な勧誘でディーヴァとなった少女。WIXOSSに対しては誰よりも深い知識と強い想いをもつ。

### Card Jockey
DJ系のメンバーで構成されたディーヴァ。
猫澤 奈々（） / MC.LION
声 - 西田望見
Card Jockeyのリーダーで、読者モデルもしているディーヴァ。ノリの良い性格で、語尾に「にゃー」をつける。
兎川 美々（） / DJ.LOVIT
声 - 広瀬ゆうき
Card Jockeyのメンバー。猫澤の幼馴染で、チームでは勢いに任せ気味の彼女にとってのブレーキ役として振る舞う。
犬宮羅々（） / VJ.WOLF
声 - 長谷川玲奈
Card Jockeyのメンバー。バトルを含めて常に最短距離かつ最短時間で動きたがる合理的な性格。

### うちゅうのはじまり
バンド系のメンバーで構成されたディーヴァ。
タマゴ博士（） / Dr.タマゴ
声 - 真野あゆみ
うちゅうのはじまりのリーダー。高性能学習型AI「バン」を開発した天才学者。
野場越超（） / ノヴァ
声 - 渡辺琴音
うちゅうのはじまりのメンバー。タマゴの大学の研究室の同僚。
ビッグ・バン / バン
声 - 水上亜紗美
うちゅうのはじまりのメンバー。タマゴが開発したAIで、状況分析やデータ管理を得意とする。

### DIAGRAM
ダンサー系のメンバーで構成されたディーヴァ。
夜伽 ムジカ（） / ムジカ
声 - ラマルファミッシェル立山
DIAGRAMのリーダー。名家の令嬢で、高飛車かつプライドが高い。
摩訶 円（） / マドカ
声 - 田辺留依
DIAGRAMのメンバー。ダンスが好きな普通の女子高生。
東雲 山河（） / サンガ
声 - 渡部紗弓
DIAGRAMのメンバー。チームの参謀で、勝利のためには手段を選ばない執念深い性格。

### きゅるきゅる〜ん☆
アイドル系のメンバーで構成されたディーヴァ。
藤嶋 美琴（） / みこみこ
声 - 幸村恵理
きゅるきゅる〜ん☆のリーダー。見た目とは裏腹にずる賢く、手段を選ばず勝ちを目指す性格。
梅津 真帆（） / まほまほ
声 - 市原えりさ
きゅるきゅる〜ん☆のメンバー。ランドセル姿が特徴。
柳 由香里（） / ゆかゆか
声 - 森友莉世
きゅるきゅる〜ん☆のメンバー。 チームで一番大人っぽい容姿が特徴。

### デウス・エクス・マキナ
WIXOSSLANDの現トップディーヴァチーム。
エクセル・水無月（） / エクス
声 - 富田美憂
デウス・エクス・マキナのリーダー。明るく自由奔放な性格で、平和と同様に夢限少女に憧れてバトルを始めた。
臼木 ダイナ（） / デウス
声 - 峯田茉優
デウス・エクス・マキナのメンバー。チーム最年少ながらチームのブレーンを務める。
空知 真紀奈（） / マキナ
声 - 高柳知葉
デウス・エクス・マキナのメンバー。 チームで一番大人っぽい容姿が特徴。

### 夢限少女
本編以前に絶対的な実力でWIXOSS LANDを席巻したディーヴァチーム。
結城阿左美（）/ アザエラ
声 - M・A・O
カードショップ「Heaven's Door」の店長。かつて夢限少女のメンバーとしてヒラナやエクスに影響を与えた。
ミカ / ミカエラ
声 - 本渡楓
夢限少女の元メンバー。現在はマネージャーとしてCard Jockeyやデウス・エクス・マキナをプロモートする。
リエ / ガブリエラ
声 - 内田真礼
夢限少女の元メンバー。

## スタッフ
- 原作 - LRIG[6]
- 監督 - 松根マサト[6]
- キャラクター原案 - NC帝國[6]
- キャラクターデザイン - しぐれうい[6]
- シリーズ構成 - 玉井☆豪[6]
- アニメーションキャラクターデザイン - 斉藤良成[6]
- サブデザイン - 前田ゆり子
- プロップデザイン - 真村躍
- 美術監督・美術設定 - 鈴木朗
- 色彩設計 - 中村真衣、市原彩香
- 撮影監督 - 黒澤豊
- 編集 - 瀧川三智
- 音響監督 - 岩浪美和[6]
- 音楽 - 井内舞子[6]
- 音楽制作 - ミュージックブレインズ
- プロデュース - 川瀬浩平、山口朋、松倉友二
- プロデューサー - 富田逸人、志治雄一郎、宮城惣次
- アニメーション制作プロデューサー - 藤代敦士
- アニメーション制作 - J.C.STAFF[6]
- 製作 - Project WDA

## 主題歌
「D-(A)LIVE!!」
No Limitによるオープニングテーマ。作詞はこだまさおり、作曲・編曲は井内舞子。
第11話では、夢限少女が歌唱するバージョンがエンディングテーマとして使用された。
「はんぱない★ディストラクション」
うちゅうのはじまりによる第2・4話エンディングテーマ。作詞はこだまさおり、作曲・編曲は山田高弘。
「ENDLESS-PUNCHLINE」
Card Jockeyによる第3・5話エンディングテーマ。作詞はくまのきよみ、作曲・編曲は井内舞子。
「salvage the future」
DIAGRAMによる第6話エンディングテーマ。作詞はくまのきよみ、作曲・編曲は齋藤真也。
「GLORY GROW」
No Limitによる第7・8・12話エンディングテーマ。作詞はくまのきよみ、作曲・編曲は山田高弘。
「TRIGGER OF VICTORY」
デウス・エクス・マキナによる第9・10話エンディングテーマ。作詞はこだまさおり、作曲･編曲は齋藤真也。

## 各話リスト
| 話数   | サブタイトル             | 脚本       | 絵コンテ                                        | 演出                           | 作画監督 | 総作画監督               | 初放送日      |
| ------ | ------------------------ | ---------- | ----------------------------------------------- | ------------------------------ | --- | ------------------------ | ------------- |
| 第1話  | いくよ、てっぺん！       | 玉井☆豪    | 松根マサト 鈴木行 米たにヨシトモ （アクション） | 則座誠                         | パン・プイキ 小野和美 山本雅章 谷川亮介 滝川和男（アクション）                                                                 | 斎藤良成                 | 2021年 1月8日 |
| 第2話  | 限界なんてないんだから！ | 玉井☆豪    | 松根マサト 鈴木行 米たにヨシトモ （アクション） | 青木youイチロー                | パン・プイキ 谷川亮介 山中いづみ 林央剛 清水博幸 中山由美                                                                      | 小森篤 斎藤良成          | 1月16日       |
| 第3話  | 負けたくないにゃ！       | 玉井☆豪    | 松根マサト 鈴木行 米たにヨシトモ （アクション） | 野上良之                       | 袴田裕二 明光 山中いづみ 小川浩司 寿門堂                                                                                       | 谷川亮介 小森篤 斎藤良成 | 1月23日       |
| 第4話  | ごめんなさい             | 松根マサト | 松根マサト 鈴木行 米たにヨシトモ （アクション） | 鈴木恭兵                       | 前田ゆり子 中山由美 小野和美 山本雅章 清水博幸                                                                                 | 斎藤良成 谷川亮介        | 1月30日       |
| 第5話  | もう、怖くない           | 松根マサト | 松根マサト 鈴木行 米たにヨシトモ （アクション） | 野上良之                       | 中山由美 小川浩司 パン・プイキ 小松香苗 金正男 山中いづみ                                                                      | 小森篤 斎藤良成 谷川亮介 | 2月6日        |
| 第6話  | 消えちゃえばいいのに     | 玉井☆豪    | 鈴木行 米たにヨシトモ（アクション）             | 西村大樹                       | 秋元はるか LEE JOOHYUN パン・プイキ 小野和美 金正男 Jumondou Seoul                                                             | 小森篤 斎藤良成 谷川亮介 | 2月13日       |
| 第7話  | 仲間だもん！             | 玉井☆豪    | 鈴木行 米たにヨシトモ（アクション）             | 石田美由紀 野上良之            | 山中いづみ 小川浩司 清水博幸 パン・プイキ 都築裕佳子 小野和美 山本雅章 中山由美 野田康行 林央剛 今井雅美 ビート Jumondou Seoul | 斎藤良成 谷川亮介        | 2月20日       |
| 第8話  | Let's きゅるきゅる〜ん☆  | 玉井☆豪    | 鈴木行 米たにヨシトモ（アクション）             | 則座誠                         | パン・プイキ 山中いづみ 山本雅章 小野和美 金正男 Jumondou Seoul                                                                | 小森篤 斎藤良成          | 2月27日       |
| 第9話  | 運命だよ！               | 玉井☆豪    | 鈴木行 米たにヨシトモ（アクション）             | 小平麻紀 野上良之              | 袴田裕二 龍光 明光 小野和美 金正男 清水博幸 寿門堂                                                                             | 谷川亮介 小森篤 斎藤良成 | 3月6日        |
| 第10話 | 逃げるな！               | 山田靖智   | 鈴木行 米たにヨシトモ（アクション）             | 青木youイチロー 則座誠         | パン・プイキ 小野和美 山本雅章 中山由美 金正男 赤尾良太郎                                                                      | 斎藤良成 谷川亮介        | 3月13日       |
| 第11話 | 限界だよ・・・           | 玉井☆豪    | 鈴木行 福島利規 米たにヨシトモ（アクション）    | 鈴木恭兵 則座誠                | 清水博幸 中山由美 小野和美 Jumondou Seoul 光の園・アニメーション                                                               | 小森篤 斎藤良成          | 3月20日       |
| 第12話 | NO LIMIT!                | 玉井☆豪    | 鈴木行 福島利規 米たにヨシトモ（アクション）    | 野上良之 米たにヨシトモ 則座誠 | 小野和美 彭佩琦 山本雅章 中山由美 斎藤良成 赤尾良太郎 林央剛 長川薫 清水博幸 Jumondou Seoul                                    | 斎藤良成                 | 3月27日       |

## 放送局
| 放送期間 | 放送時間                     | 放送局   | 対象地域 | 備考                  |
| --- | ---------------------------- | -------- | -------- | --------------------- |
| 2021年1月9日 - 3月27日 | 土曜 0:30 - 1:00（金曜深夜） | TOKYO MX | 東京都   |                       |
| |                              | BS11     | 日本全域 | BS放送 / 『ANIME+』枠 |
| 放送前の2020年12月26日（25日深夜）には特組『WIXOSS クリスマスSP「WIXOSS DIVA (A) LIVE」 ちょっと先に見せちゃうぞ！』が放送。 |                              |          |          |                       |

| 配信開始日    | 配信時間            | 配信サイト |
| ------------- | ------------------- | --- |
| 2020年1月13日 | 水曜 12:00以降 更新 | dアニメストア U-NEXT アニメ放題 |
|               | 水曜 更新           | ひかりTV TSUTAYA TV Google Play Rakuten TV Amazonプライム・ビデオ ビデオマーケット DMM.com music.jp GYAO!ストア クランクイン！ビデオ バンダイチャンネル ABEMA |
| 2020年1月14日 | 木曜 更新           | J:COMオンデマンド milplus イッツコムオンデマンド TELASA |

## 関連メディア

### BD
| 巻 | 発売日        | 収録話         | 規格品番  |
| -- | ------------- | -------------- | --------- |
| 1  | 2021年6月26日 | 第1話 - 第6話  | KWXA-2602 |
| 2  | 2021年7月31日 | 第7話 - 第12話 | KWXA-2603 |

### Webラジオ
明日平和役の福積沙耶、魁令役の白石晴香、温故昭乃役の星ノ谷しずくによるWebラジオ『RADIO WIXOSS DIVA(A)LIVE』が、音泉にて2020年12月25日から2021年4月2日まで毎週金曜日に配信された。

### 漫画
吉岡榊によるスピンオフ『WIXOSS DIVA(A)LIVE TRY!!!』が、2021年1月8日から2022年1月31日までタカラトミーのWIXOSS公式サイトにて連載された。
- LRIG（原作） / 吉岡榊（漫画） 『WIXOSS DIVA(A)LIVE TRY!!!』 ホビージャパン〈HJコミックス〉、全2巻
  1. 2021年7月26日発売[18]、ISBN 978-4-7986-2536-2
  2. 2022年2月26日発売[19]、ISBN 978-4-7986-2743-4